# Jeff Kahn
Jeffry Ned Kahn (1950) é um matemático estadunidense.
É professor de matemática na Universidade Rutgers, conhecido por seu trabalho em combinatória. Kahn obteve o Ph.D na Universidade do Estado de Ohio em 1979, orientado por Dwijendra Kumar Ray-Chaudhuri.
Em 1993, juntamente com Gil Kalai, refutou a conjectura de Borsuk. Em 1996 foi laureado com o Prêmio George Pólya. Em 1994, com David Galvin, contribuiu com um trabalho seminal para a teoria combinatória de transição de fases.